# 伊韦亚斯德华罗斯
伊韦亚斯德华罗斯，是西班牙卡斯蒂利亚-莱昂布尔戈斯省的一个市镇。总面积130平方公里，总人口989人（2001年），人口密度8人/平方公里。